# Sharon Pratt
Sharon Pratt, precedentemente coniugata Dixon e Kelly (Washington, 30 gennaio 1944), è una politica statunitense, sindaca di Washington dal 1991 al 1995.

## Biografia
Sharon Pratt nasce a Washington nel 1944 da Carlisle Edward Pratt, giudice della Corte suprema degli Stati Uniti d'America, e da Aimee Elizabeth Pratt. Laureatasi in scienze politiche e giurisprudenza all'Università Howard, nel 1990 si candida da democratica alla carica di sindaca di Washington vincendo a pieni voti con l'86,1% dei voti. Ricandidatasi alle primarie democratiche del 1994 per riconfermare la propria candidatura a sindaca, ottiene solo il 13,22% e si posiziona terza dopo i candidati John Ray e l'ex sindaco e vincente Marion Barry, che alle elezioni generali viene rieletto per la quarta volta non consecutiva sindaco della città. La Pratt concluderà poi il proprio mandato all'inizio del 1995.
In seguito si dedica alla consulenza con una sua azienda, la Pratt Consulting, collaborando con agenzie e gruppi no profit federali, statali e locali. Nel 2003 riceve un contratto da 235.000 dollari dal Dipartimento della Salute del Distretto di Columbia per essere il principale contatto della città con le agenzie federali di sicurezza nazionale. Fra le mansioni dell'incarico vi erano il miglioramento delle comunicazioni e della tecnologia per proteggere il distretto dal bioterrorismo, incontri con alti funzionari federali e la stesura di un rapporto sulle potenziali opportunità, in particolare gli accordi di condivisione delle risorse.

## Vita privata
È stata sposata due volte: la prima con Arrington Dixon, anch'egli politico, dal 1967 al 1982, da cui ha avuto due figli, e la seconda con James Kelly, uomo d'affari di New York, dal 1991 al 1999.